# Michał Wyszewic
Michał Wyszewic – władca Zahumla od 910 do około 950 roku, syn Wysza.
Współczesny Michałowi Konstantyn VII Porfirogeneta podaje, że Michał wyprowadzał swój ród znad Wisły. Część uczonych (m.in. H. Łowmiański) uważa, że ojciec Michała, Wysz, był księciem lub naczelnikiem plemienia Lędzian, istnieje również teoria dopatrująca się w Wyszu nieznanego z imienia księcia Wiślan wzmiankowanego w Żywocie Metodego.
Państwo Michała Wyszewica zajmowało obszar od ujścia Neretwy do Baru i Kotoru, z wyjątkiem Dubrownika, który, na zarządzenie cesarza Bazylego I, płacił książętom Zahumla trybut w wysokości 36 nomizmów rocznie. Gdy Piotr Gojniković zajął kraj Narentan Michał porzucił sojusz z Bizancjum i sprzymierzył się z Bułgarią przeciw Serbii (912). W okolicy Cetiny pochwycił najpierw Piotra, syna doży Ursusa Patriciahusa, sprzymierzeńca Bizancjum i wydał go Symeonowi bułgarskiemu. Po świetnym zwycięstwie bułgarskim nad Bizancjum pod Anchialos Symeon za namową Michała uderzył na Serbię i uwięził Piotra Gojnikovicia, a osadził na tronie serbskim swojego pretendenta. Nowa wyprawa w 924 roku doprowadziła do przyłączenia Serbii do Bułgarii – państwo księcia Michała na całej wschodniej i północnej granicy zetknęło się wówczas z Bułgarią. Michał brał udział w przygotowaniach do synodu w Splicie (925). Natomiast jego udział w nim jest sporny. W 926 roku Michał poprowadził morską wyprawę przez Adiatyk do Apulii – być może broniąc interesów Bizancjum przeciw Arabom, choć bardziej prawdopodobne jest, że działał jako wróg Bizancjum, do którego ponownie zbliżył się dopiero po śmierci Symeona (927) i odbudowaniu przez Czasława Klonimirovicia państwa serbskiego. Otrzymał wówczas godność prokonsula (antypasta) i patrycjusza, o czym wspomina Konstantyn Porfirogeneta. O późniejszych stosunkach Michała z Serbią Czasława Klonimirovicia nic nie wiadomo, poza tym że Serbowie znajdowali schronienie w Humie w razie niepowodzeń w walkach z Bizancjum.